# Mosquée de Grenade
La mosquée de Grenade (en espagnol : Mezquita de Granada) est une mosquée située à Grenade, en Andalousie, Espagne. Il s'agit de la première mosquée édifiée à Grenade depuis la Reconquista.

## Histoire
La construction de la mosquée a été lancée par la communauté musulmane locale. Elle a ensuite été ouverte à l'été 2003.

## Architecture
Le bâtiment de la mosquée est conçu avec des motifs musulmans traditionnels. Le complexe de bâtiments se compose d'un jardin et d'un centre d'études islamiques. Le centre se compose d'une bibliothèque, d'une salle de conférence, d'un espace d'exposition, d'une librairie et d'un espace de réception.

## Activités
La mosquée organise régulièrement cinq prières quotidiennes et des prières du vendredi. Elle organise également la récitation et l'étude quotidiennes du Coran.